# Petr Frydrych
Petr Frydrych (* 13. Januar 1988 in Klatovy, Tschechoslowakei) ist ein tschechischer Leichtathlet, der sich auf den Speerwurf spezialisiert hat.

## Werdegang
Erste internationale Erfahrungen sammelte Petr Frydrych im Jahr 2005, als er bei den Jugendweltmeisterschaften in Marrakesch mit dem 700-g-Speer mit einer Weite von 68,66 m den elften Platz belegte. Im Jahr darauf nahm er dann an den Juniorenweltmeisterschaften in Peking teil, schied dort aber mit 67,84 m in der Qualifikation aus. 2007 erreichte er bei den Junioreneuropameisterschaften in Hengelo mit 68,65 m Rang neun und 2009 gewann er bei den U23-Europameisterschaften in Kaunas mit einem Wurf auf 80,53 m die Silbermedaille hinter dem Finnen Ari Mannio. Zudem qualifizierte er sich erstmals für die Weltmeisterschaften in Berlin, bei denen er mit 79,29 m im Finale den zehnten Platz belegte, wie auch bei den  Europameisterschaften im Jahr darauf in Barcelona mit 77,30 m. 2011 nahm er erneut an den Weltmeisterschaften im südkoreanischen Daegu teil und schied dort mit einer Weite von 76,18 m in der Qualifikation aus. Im Jahr darauf schaffte er die Qualifikation für die Olympischen Sommerspiele in London, erreichte dort mit 75,46 m aber nicht das Finale. Bereits zuvor schied er bei den Europameisterschaften in Helsinki mit 68,88 m in der Qualifikation aus.
2013 nahm er an der Sommer-Universiade in Kasan teil und belegte dort mit einem Wurf auf 75,69 m den siebten Platz, verpasste aber in diesem Jahr die Qualifikation für die Weltmeisterschaften in Moskau. Im Jahr darauf startete er dann bei den Europameisterschaften in Zürich, bei denen er mit 75,19 m aber nicht bis in das Finale gelangte. Auch bei den Weltmeisterschaften 2015 in Peking schied er mit 74,24 m als 30. der Qualifikation aus. 2016 qualifizierte sich Frydrych erneut für die Olympischen Sommerspiele in Rio de Janeiro und gelangte dort bis in das Finale, in dem er mit 79,12 m den zwölften und damit letzten Platz belegte.
Bei den Weltmeisterschaften 2017 in London gewann Frydrych im Speerwurf-Finale hinter Johannes Vetter und seinem Landsmann Jakub Vadlejch die Bronzemedaille. Vor dem letzten Versuch auf Platz vier liegend, konnte er im letzten Versuch eine neue persönliche Bestweite von 88,32 m erzielen und verdrängte mit dieser Weite den Olympiasieger von 2012, Thomas Röhler, um nur sechs Zentimeter vom Bronzerang. Im Jahr darauf erreichte er dann auch bei den Europameisterschaften in Berlin das Finale, wurde aber dort mit 72,79 m Zwölfter.
In den Jahren 2009 und 2013 sowie 2018 und 2020 wurde Frydrych tschechischer Meister im Speerwurf.